# Пуцњава у Средњој школи „Стоунмен Даглас”
Датума 14. фебруара 2018. године, догодила се велика пуцњава у средњој школи „Стоунмен Даглас” у Паркланду, америчкој савезној држави Флориди, када је нападач отворио ватру са полуаутоматским оружјем типа AR-15, тиме убивши 17 и повредивши 17 особа. Нападач је 19-годишњи бивши ученик школе, Николас Круз. Након што је завршио са нападом, Николас је напустио место догађаја тако што је упао у гомилу ученика. Ухапшен је након сат времена без инцидената у оближњем Корал Спрингсу. Касније је признао одговорност за злочин и осуђен. Полиција и тужиоци нису објавили званични мотив масакра.
Ова несрећа представља најсмртоноснију средњошколску пуцњаву и историји Сједињених Америчких Држава, тиме прешавши масакр у Колумбајну где је убијено 15 особа.